# Prefettura autonoma dai di Xishuangbanna
La prefettura autonoma Dai di Xīshuāngbǎnnà, detta anche di Sipsongpanna (in lingua tai lü: , trasl. IPA: [tsɯtsɯtsəu pʰaːsaːtai sipsɔːŋpannaː]; in cinese semplificato: 西双版纳傣族自治州, pinyin: Xīshuāngbǎnnà dǎizú Zìzhìzhōu) è una suddivisione amministrativa situata nella provincia dello Yunnan, nell'estremo sud-ovest della Cina.
La prefettura è chiamata Dai per essere storicamente la patria dei tai lü, inseriti dal governo cinese tra i gruppi etnici che formano l'etnia dai. Stanziati nella zona da secoli, i tai lü tuttora rappresentano la maggioranza della popolazione del Xishuangbanna assieme agli han. Il capoluogo è la città-contea di Jinghong, già capitale del potente Regno Tai Lü di Chiang Hung, che dominò la regione tra il 1180 ed il 1292.
Il territorio della prefettura è in prevalenza pianeggiante ed è attraversato dal Mekong. La fertilità del terreno è sottolineata dal nome tai lü della prefettura, Sipsongpanna, letteralmente 12.000 campi di riso.

## Geografia antropica

### Suddivisioni amministrative
Il Xishuangbanna comprende la città-contea di Jinghong, capoluogo della prefettura, e due contee:
| Mappa della prefettura | Mappa della prefettura | Mappa della prefettura | Mappa della prefettura | Mappa della prefettura   | Mappa della prefettura | Mappa della prefettura |
| ---------------------- | ---------------------- | ---------------------- | ---------------------- | ------------------------ | ---------------------- | ---------------------- |
|                        |                        |                        |                        |                          |                        |                        |
| #                      | Nome                   | lingua cinese          | Pinyin                 | Popolazione (stima 2003) | Superficie (km²)       | Densità (/km²)         |
| 1                      | Città di Jinghong      | 景洪市                 | Jǐnghóng Shì           | 370.000                  | 7.133                  | 52                     |
| 2                      | Contea di Menghai      | 勐海县                 | Měnghǎi Xiàn           | 300.000                  | 5.511                  | 54                     |
| 3                      | Contea di Mengla       | 勐腊县                 | Měnglà Xiàn            | 200.000                  | 7.056                  | 28                     |

## Storia
Il Xishuangbanna era conosciuto alla corte imperiale cinese con il nome di Mengle durante la dinastia Han (206 d.C.-220), quando venne inserito nella prefettura di Yong Chan, l'odierna Baoshan. Durante il successivo periodo dei Tre Regni, venne istituita nella zona la contea di Napei.
Fu in seguito annesso all'emergente Regno di Nanzhao, che dominò l'intero Yunnan dal 737 fino al 902. Dopo un interregno in cui si alternarono 3 usurpatori, il controllo dello Yunnan fu preso dal Regno di Dali, che raccolse l'eredità dei Nanzhao nel 937. Con il declino di Dali, le tribù tai lü, etnia dominante dell'odierno Xishuangbanna, ebbero il sopravvento sulle altre tribù locali e formarono nel 1180 il Regno di Chiang Hung, nome con cui tuttora i tai lü chiamano la loro capitale, l'odierna Jinghong. Il nuovo Stato si espanse notevolmente nei primi anni del XIII secolo, divenendo il regno più grande di quel tempo tra quelli delle emergenti popolazioni tai.
Nel 1292, Chiang Hung venne sottomesso nuovamente all'Impero Cinese, retto dai mongoli della dinastia Yuan, e perse per sempre l'indipendenza, pur rimanendo uno Stato sovrano vassallo dei vari regni di cui fu tributario. Fu in seguito soggetto al controllo dei regni di Lanna (1296-1540 circa), di Birmania (1558-1850 circa) e nuovamente dell'Impero Cinese. Durante il dominio birmano, la zona di Chang Hung fu suddivisa in 12 unità amministrative chiamate pan. Dodici pan, nella lingua dei tai lü, si traduce sipsong pan, che significa anche dodicimila. Fu allora che per indicare il territorio di Chang Hung venne coniato il nome Sipsongpanna (in lingua tai lü: ᧑᧒ᦗᧃᦓᦱ, letteralmente: 12.000 campi di riso). La storpiatura cinese di tale termine ha dato luogo all'attuale nome Xishuangbanna.
Il regno fu dissolto nel 1949 con la creazione della Repubblica Popolare Cinese, quando l'ultimo sovrano Dao Shixun venne deposto e gli fu affidato un incarico prestigioso nelle istituzioni della provincia dello Yunnan. Il 23 gennaio 1953, il Sipsongpanna divenne la regione autonoma Dai del Xishuangbanna, con capitale a Jinghong. Shao Cunxin, un ex aristocratico di Chang Hung, venne nominato nel 1953 governatore della regione (che dal 1955 divenne una prefettura autonoma), posizione che mantenne fino al 1992.
A partire dagli anni ottanta si è molto sviluppata l'industria del turismo nel Xishuangbanna, che attrae visitatori cinesi e stranieri grazie alla bellezza della natura, con le sue foreste pluviali incontaminate, ed alla presenza di svariate minoranza etniche, ognuna con i suoi costumi, tradizioni e cultura. Il polo di attrazione principale è rappresentato dal capoluogo Jinghong. I collegamenti con l'estero ed il resto della Cina sono garantiti dall'aeroporto di Jinghong, che negli ultimi anni ha ospitato nuove compagnie aeree ed ha aggiunto diverse nuove rotte.

## Geografia fisica
La prefettura è situata su un'area of 19.700 km² prevalentemente pianeggiante ed è la parte più bassa dello Yunnan. Le basse catene montuose che attraversano la zona si sviluppano secondo l'asse nord-sud, e rappresentano gli ultimi contrafforti dei monti Hengduan. I rilievi si fanno più frequenti a sud-est verso la frontiera del Laos e a sud-ovest verso lo Stato Shan della Birmania. Oltre il confine nord si trova la città-prefettura di Pu'er. Il punto più basso si trova ad un'altitudine di 477 m s.l.m., lungo il corso del Mekong nella parte meridionale della contea di Menghai. Il punto più alto è la vetta del monte Huazhuliangzi, con i suoi 2.429 m, situato nel nord di Menghai.
Il fiume più importante è il Mekong, chiamato in Cina Lancang (in cinese: 瀾滄; pinyin: Láncāng). In Xishuangbanna è navigabile anche da grosse imbarcazioni e rappresenta un'importante via di trasporto delle merci. A sud, le chiatte mercantili raggiungono la città di Houayxay, nell'estremo nord del Laos, oltre la quale la navigazione è possibile solo per imbarcazioni medio piccole.
Il Xishuangbanna è attraversato dal tropico del Cancro. Le zone pianeggianti situate ad un'altitudine inferiore agli 800 m s.l.m. sono soggette ad un clima monsonico tropicale, mentre quelle oltre gli 800 m sono caratterizzate da un clima sinico subtropicale influenzato a sua volta dai monsoni. La temperatura media annua è di 21 gradi, la minima è di 11 gradi in gennaio e la massima di 33 in maggio. Le precipitazioni annue variano tra i 1.200 ed i 1.900 mm, con un picco di 246 mm in agosto. Grazie all'alternarsi di valli e rilievi montuosi, sono presenti diversi microclimi che danno luogo a speciali colture, tra le quali una pregiata varietà di tè Pu'er.

## Società

### Evoluzione demografica

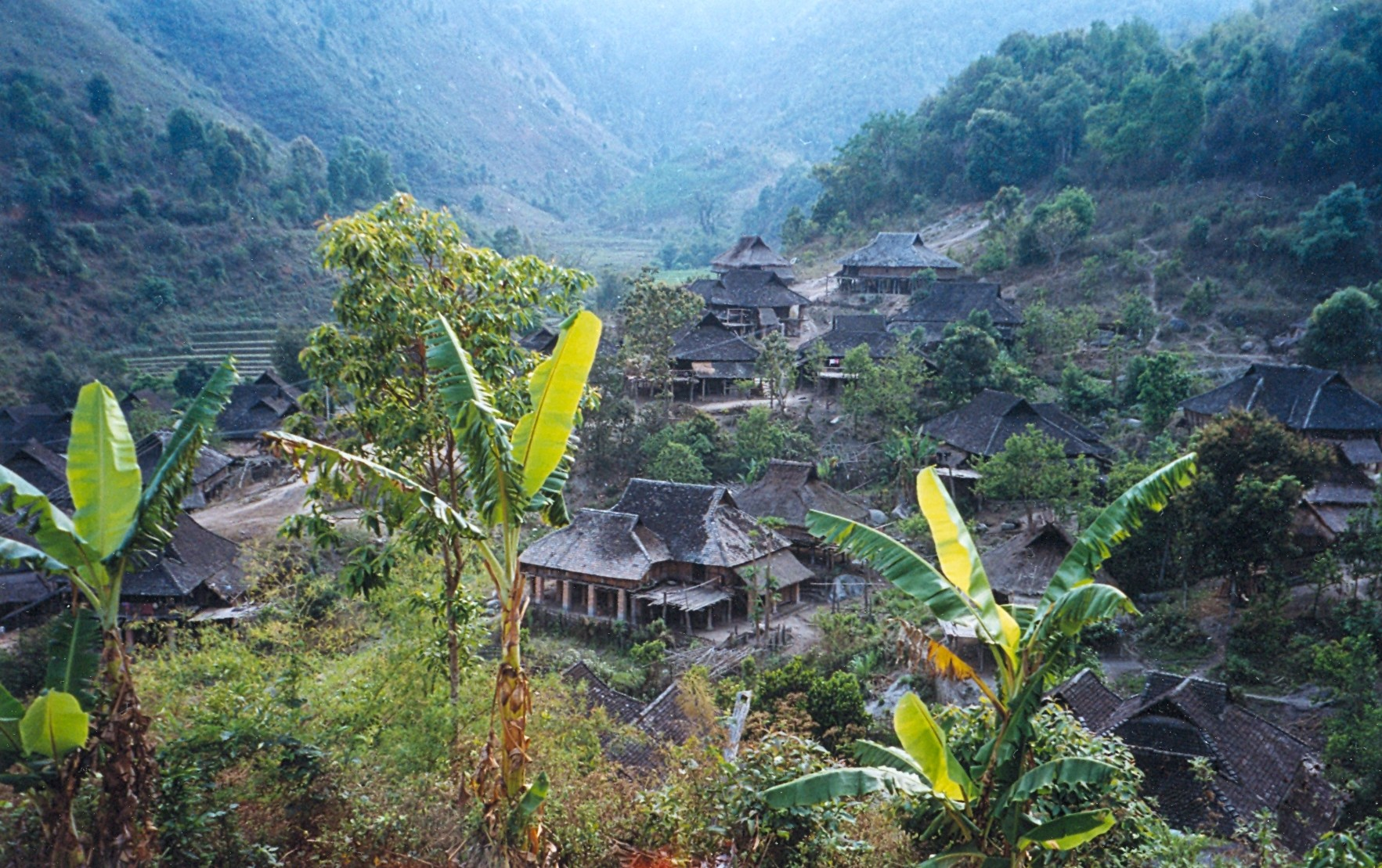
Il villaggio di Manpo, dove gli abitanti sono di etnia Blang

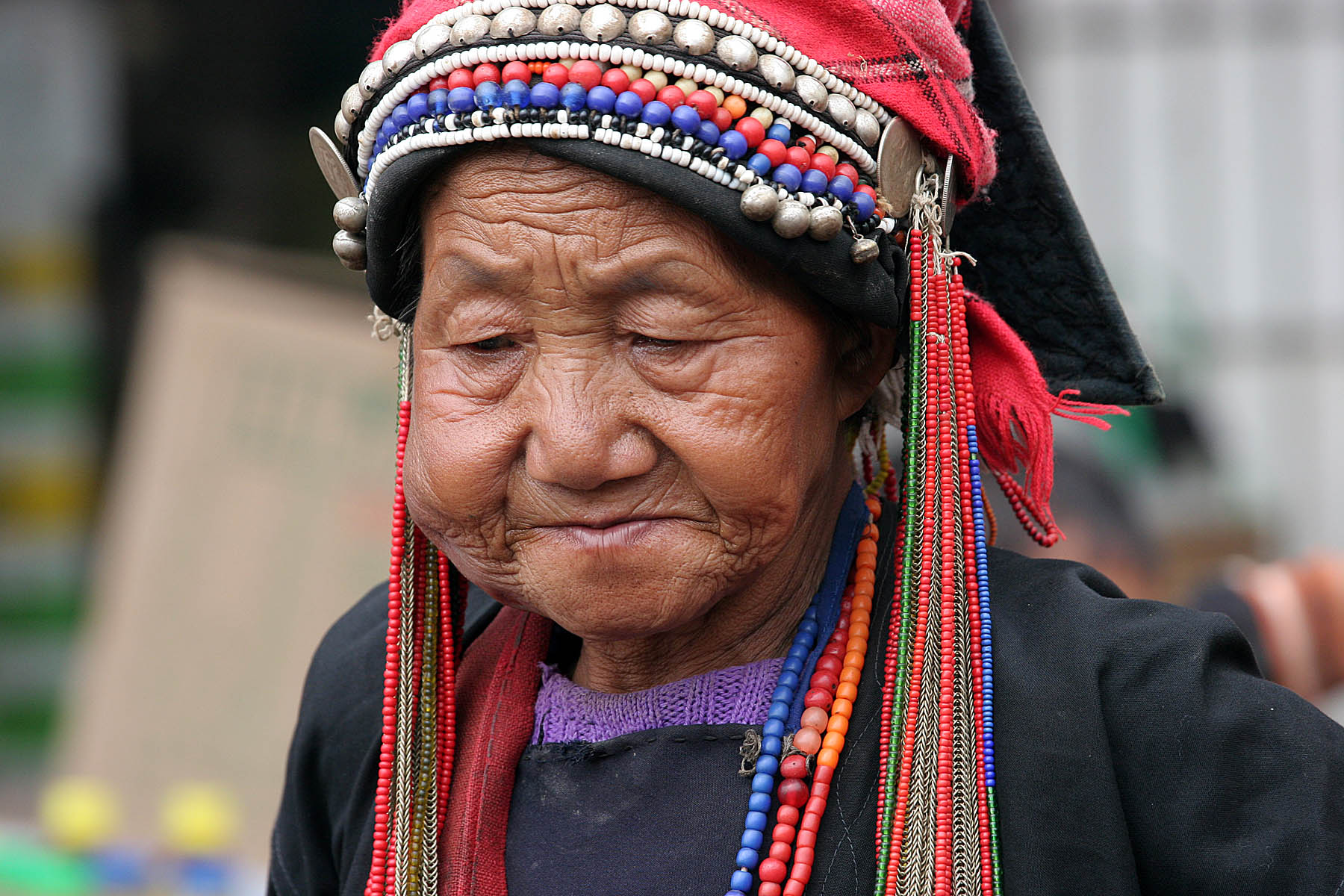
Donna akha, popolazione presente nel territorio del Xishuangbanna, ma che è uno dei gruppi etnici della Cina non riconosciuti nella lista del governo centrale

Secondo il censimento che segue, riferito al 2000, il Xishuangbanna aveva una popolazione di 993.397 abitanti, per una densità di 50,43 ab./km². Tale censimento metteva in evidenza il grande aumento dei residenti di etnia han, che hanno raggiunto il 29,11% del totale, in confronto ai dati degli inizi degli anni cinquanta, quando erano meno del 10%. Ciò lascia ipotizzare che gli han possano aver attualmente superato i membri delle etnie del gruppo dei dai, da secoli i dominatori della zona. Non sono riferiti i dati relativi alla composizione del gruppo dai, formato da diverse etnie delle quali quella dei tai lü è tradizionalmente quella di maggioranza.
| Etnia                        | Popolazione | Percentuale |
| ---------------------------- | ----------- | ----------- |
| Dai                          | 296.930     | 29,89%      |
| Han                          | 289.181     | 29,11%      |
| Hani                         | 186.067     | 18,73%      |
| Yi                           | 55.772      | 5,61%       |
| Lahu                         | 55.548      | 5,59%       |
| Blang                        | 36.453      | 3,67%       |
| Jino                         | 20.199      | 2,03%       |
| Yao                          | 18.679      | 1,88%       |
| Miao                         | 11.037      | 1,11%       |
| Bai                          | 5.931       | 0,6%        |
| etnie di origine imprecisata | 5,640       | 0.57%       |
| Hui                          | 3.911       | 0,39%       |
| Va                           | 3.112       | 0,31%       |
| Zhuang                       | 2.130       | 0,21%       |
| Altre                        | 2.807       | 0,3%        |